# Cañada del Curtidor
Cañada del Curtidor är en ort i Mexiko.   Den ligger i kommunen Heroica Ciudad de Tlaxiaco och delstaten Oaxaca, i den sydöstra delen av landet, 280 km sydost om huvudstaden Mexico City. Cañada del Curtidor ligger 2 118 meter över havet och antalet invånare är 221.
Terrängen runt Cañada del Curtidor är lite kuperad. Runt Cañada del Curtidor är det ganska tätbefolkat, med 83 invånare per kvadratkilometer. Närmaste större samhälle är Heroica Ciudad de Tlaxiaco, 3,5 km sydväst om Cañada del Curtidor. I omgivningarna runt Cañada del Curtidor växer huvudsakligen savannskog.